# 로건 브라우닝
로건 브라우닝(Logan Browning, 1989년 6월 9일 ~ )은 미국의 배우, 댄서이다.

## 출연 작품
- 퍼펙션 (2018)
- 파워스 시즌1 (2015)
- 브라덜리 러브 (2015)
- 히트 더 플로어 시즌1 (2013)
- 브레이킹 (2013)
- 미트 더 브라운스 (2009)
- 브랏츠 (2007)
- 썸머랜드 (2004)